# FV103 スパルタン
FV103 スパルタンは、イギリス陸軍の装甲兵員輸送車である。スパルタンはCVR（T）（イギリス軍の偵察戦闘車の共通仕様に基づいて整備されたシリーズ）の一つで、装甲兵員輸送車の一種である。
歩兵5名を輸送でき、車長と操縦手の2名を搭乗員とする。外見はFV102 ストライカーとほとんど見分けがつかない。スパルタンは、歩兵連隊のための一般的な兵員輸送車としてよりも、専門チーム（例えば対空ミサイルチーム、王立工兵部隊）の戦場での輸送に用いられる。

## 概要
1970年に試作車が完成したスコーピオン装軌式偵察車両を流用して、様々な派生型が開発された。その装甲兵員輸送車型がFV103 スパルタン。FV103 スパルタンは、CVR（T）の装甲兵員輸送車バージョンとして開発され、1978年にイギリス陸軍に就航した。
この車両は3人の乗員と4人の兵員、または2人の乗員と5人の兵員の組み合わせで7人を運ぶことができる。乗員配置は、車体前方左側が操縦手席、その後方が車長席、車長席の右側が無線手または班長席となっており、さらに車体後方に4名分の兵員席がある。

## 発展型
FV120 スパルタン ミラン小型砲塔搭載型(MCT)
ミラン対戦車誘導ミサイル発射機を搭載した発展型。
同じ規格の車体を用いた車両の一覧は、CVR（T）を参照。

## 採用国
- イラン 80両
- イラク 100両
- オマーン - 2023年時点で、オマーン陸軍が6両のFV103 スパルタンを保有している[2]。
- イギリス 陸軍およびR.A.F
- ボツワナ
- ウクライナ 35両